# Theodor Eversmann
Theodor Eversmann (* 21. April 1901 in Essen; † 1. September 1969 in Lutherstadt Eisleben) war ein deutscher Politiker der DDR-Blockpartei CDU und von 1956 bis 1963 Abgeordneter der Volkskammer der DDR.

## Leben
Eversmann, Sohn eines Konstrukteurs, besuchte die Grundschule und die Oberschule in Essen. Er studierte von 1920 bis 1924 an der Technischen Hochschule in Aachen mit dem Abschluss als Diplomingenieur. Im Jahr 1927 wurde er zum Doktoringenieur promoviert und 1934 legte er die Markscheider-Prüfung ab. Ab 1934 als Markscheider im Kupferschieferbergbau tätig, war er von 1937 bis 1945 Werksmarkscheider in Eisleben. Am 19. August 1937 beantragte er die Aufnahme in die NSDAP und wurde rückwirkend zum 1. Mai desselben Jahres aufgenommen (Mitgliedsnummer 5.068.879). Während des Zweiten Weltkrieges musste er Kriegsdienst leisten und geriet in Kriegsgefangenschaft.
Nach dem Krieg wurde er 1945 Mitglied des FDGB und der neu gegründeten CDU der Sowjetischen Besatzungszone. Ab 1946 arbeitete er als Abteilungsleiter und ab 1950 als Hauptmarkscheider im VEB Kupferbergbau „Max Lademann“ in Eisleben. Er wurde 1946 Mitglied der Kammer der Technik (KDT) und 1950 der Gesellschaft für Deutsch-Sowjetische Freundschaft. Ab 1951 war er Vorsitzender des Fachausschusses Markscheidewesen im Fachverband Bergbau der KDT. Eversmann war ab 1952 Mitglied des Kreisfriedensrates Eisleben. Er wurde 1955 Mitglied der Gesellschaft zur Verbreitung wissenschaftlicher Kenntnisse (URANIA) und 1956 Mitglied des Kreisvorstandes Eisleben der URANIA. 
Von 1954 bis 1956 war er Ersatzkandidat und von November 1956 bis 1963 als Mitglied CDU-Fraktion Abgeordneter der Volkskammer der DDR.
Eversmann starb im Alter von 68 Jahren und wurde auf dem Gertraudenfriedhof in Halle (Saale) beerdigt.

## Auszeichnungen
- 1951 Aktivist
- 1952 Ehrentitel Held der Arbeit
- 1955 Verdienstplakette des Friedensrates der DDR in Silber
- 1957 Ehrennadel des Friedensrates der DDR in Gold
- 1961 Vaterländischer Verdienstorden in Bronze

## Artikel
- Als Markscheider berühmt geworden (Seite nicht mehr abrufbar, festgestellt im Januar 2025. Suche in Webarchiven), Mitteldeutsche Zeitung, 2. September 2004 „Zum 35. Todestag von Dr. Theodor Eversmann“